# Auguste Vaillant
Auguste Vaillant (Mézières, 27 de diciembre de 1861-París, 5 de febrero de 1894) fue un anarquista francés que se hizo conocido internacionalmente a fines del siglo XIX por ser el autor de un atentado con bomba contra la Cámara de Diputados Francesa el 9 de diciembre de 1893.

## Biografía
Nacido en las Ardenas en 1861, Vaillant tuvo una infancia miserable. A los doce años ya vivía solo en París, donde posteriormente fue condenado por pequeños delitos: A los trece por tomar un tren sin boleto, y a los diecisiete años por robar comida, por lo cual pasó seis días en prisión.
Trabajó en diversos empleos manuales temporalmente en condición de aprendiz y desarrolló una pasión por la astronomía y la filosofía. Preocupado con la miseria de los habitantes pobres de París entre los que se incluía, Vaillant fue seducido por los círculos anarquistas y comenzó a frecuentar algunos de estos grupos. Se casó y vivió en medio de la pobreza con su esposa y su hija Sidonie, que luego de su muerte sería adoptada por Sébastien Faure.
En cierto momento de su vida decidió abandonar París para probar suerte en Argentina, en la región del Chaco, donde la realidad no se mostró menos hostil. Después de tres años en el extranjero, Vaillant retornó a Francia en donde consiguió apenas sub-empleos casuales que apenas le permitían mantener a su familia.

### Interés por el anarquismo
Vaillant se convirtió en un militante de las campañas anarquistas, y frecuentemente defendía la propaganda por el hecho, que se podría resumir como una estrategia de ataque que serviría de inspiración para otros ataques. Las olas de atentados terroristas ejecutadas por anarquistas estaban multiplicándose en Francia entre los años 1892 y 1894 por medio de la iniciativa de varios activistas, entre los que estaban Ravachol, Sante Geronimo Caserio y Émile Henry. Sus acciones intentaban atacar a la burguesía y al estado nacional, considerados por ellos como responsables por la miseria y por la crisis económica vigente, y los principales culpados por la desigualdad y explotación de las clases subalternas.

### Atentados

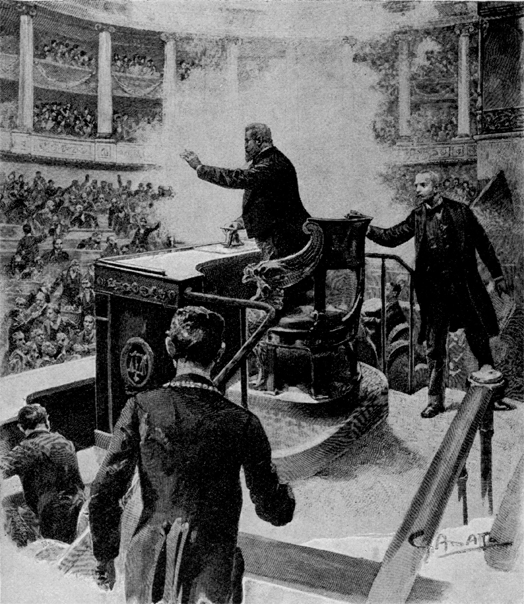
Dibujo de la reconstrucción del Atentado publicado en el Petit Parisiensi.

Ese contexto de injusticia social motivó a Auguste Vaillant a exigir venganza por la ejecución de Ravachol, guillotinado después de poner cuatro bombas en lugares públicos parisinos y en un gran restaurante. Vaillant esperaba también conseguir denunciar la represión del gobierno de Jean Casimir Perier contra trabajadores y anarquistas.
La acción de Vaillant ocurrió el 9 de diciembre de 1893. Cerca de las 16 horas, arrojó una bomba de gran impacto en la Cámara de diputados del Palacio Bourbon en una sesión presidida por Charles Dupuy. Esta era una bomba cargada de clavos y metralla que fue lanzada sobre los diputados y espectadores que asistían a las deliberaciones. Cincuenta personas fueron heridas, incluyendo el mismo Vaillant cuya nariz fue arrancada.
Un artículo del Fígaro del 10 de diciembre de 1893, describe la escena: 

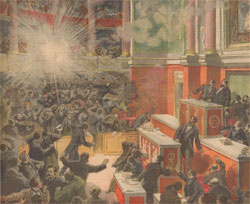
La explosión de la Cámara de Diputados, pintada por el artista Derroir.

La bomba fue arrojada del segundo foro público localizado a la derecha del palestrante de la Casa en la segunda galería superior, y explotó a la altura de la galería inferior, reventando en un torbellino gigantesco aquello con lo que se encontró. Muchos diputados fueron lanzados a la distancia y el abad Lemire fue arrojado al piso alcanzado por una esquirla en la parte trasera de la cabeza, abriéndole una herida profunda. Otros diputados fueron también heridos: MM de Lanjuinais, Leffet, Barão Gerard, Sazenove di Pradine, de Montalembert, Charpentier, Tréveneune. Cercados por la humareda, se refugiaron en las oficinas en busca de los primeros auxilios. Dupuy, que presidía la sesión fue alcanzado por un clavo a un costado de la cabeza.

### El juicio

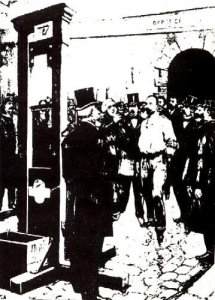
Vaillant camina con la cabeza erguida en dirección a la guillotina. Pintura hecha sobre la foto original.

Detenido con otras veinte personas, Vaillant admitió en aquella misma noche que él era el autor de la bomba. En su juicio afirmaría que su gesto tenía la intención de herir y no de matar, y este´habría sido el motivo por el cual había rellenado la bomba con clavos y no con balas.
Antes del veredicto, Vaillant habló a los jurados de los motivos por los que recurrió a actos de violencia en favor de una nueva sociedad:

Tuve por lo menos la satisfacción de golpear esta sociedad existente, esta sociedad maldita donde cualquiera puede ver que un solo hombre gasta inútilmente lo suficiente como para alimentar centenares de familias; una sociedad infame que permite a unos pocos individuos monopolizar la riqueza social (...) regresé a Francia donde me estaba reservado el ver sufrir a mi familia terriblemente. Esta fue la última gota que rebasó el vaso de mi tristeza. Cansado de llevar esta vida de sufrimiento y cobardía, llevé esta bomba hasta aquellos que son los principales responsables por la miseria social

Aguste Vaillant fue sentenciado a muerte. A pesar de la petición hecha a su favor por el abad Lemire, herido durante el ataque, y de la intervención de su hija Sidonie junto a la primera dama, Sadi Carnot, en ese momento presidente de la Tercera República de Francia, rehusó perdonarlo. A los 33 años de edad, el 15 de febrero de 1894 Vaillant fue guillotinado. Antes del momento final gritó:

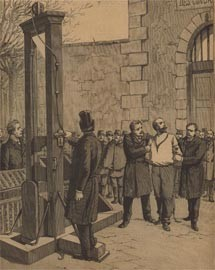
Auguste Vaillant camina hacia la guillotina

¡Larga vida a la Anarquía! Mi muerte será vengada!